# Eberhard Franz
Eberhard Franz (* 17. Oktober 1935 in Königsfeld/Schlesien; † 28. Januar 2025) war ein deutscher Fußballspieler in Zwickau. Für die Betriebssportgemeinschaft (BSG) Motor Zwickau spielte er in der DDR-Oberliga, der höchsten ostdeutschen Fußballklasse. Mit Motor Zwickau wurde Franz 1963 Pokalsieger.

## Sportliche Laufbahn
Eberhard Franz spielte zum ersten Mal in der Saison 1956 für Motor Zwickau in der DDR-Oberliga, zwei Jahre später als sein ein Jahr älterer Bruder Reinhard Franz. Die Zwickauer waren 1948 als SG Planitz erster ostdeutscher Fußballmeister sowie 1950 unter dem Namen Horch Zwickau erster DDR-Meister geworden, und hatten seitdem stets in der Oberliga gespielt. Vor Franz’ erster Oberligasaison waren sie als beste BSG-Mannschaft in der Oberliga auf Platz fünf gelandet. In den ersten Spielzeiten unter Beteiligung von Eberhard Franz konnte Motor Zwickau diese gute Platzierung nicht mehr erreichen, erst 1960 konnten sich die Zwickauer mit Rang vier wieder erfolgreich in Szene setzen.
Seinen größten Fußballerfolg feierte Franz im Alter von 27 Jahren am Ende der Saison 1962/63. Obwohl er in den bisherigen 25 Oberligaspieltagen nur achtmal eingesetzt worden war, stand er am 1. Mai 1963 mit Motor Zwickau als Rechtsaußenstürmer im Endspiel um den DDR-Fußballpokal und gewann mit seiner Mannschaft nach einem 3:0-Sieg über Chemie Zeitz den Pokal.
In der anschließenden Saison konnte Franz nur in der Hinrunde bis auf drei Ausfälle regelmäßig in der Oberligamannschaft spielen. Er war auch in den beiden Europapokalspielen der Zwickauer gegen MTK Budapest (1:0, 0:2) dabei. In der Rückrunde absolvierte er nur vier Oberligaspiele, ebenso in der ersten Hälfte der Saison 1964/65. Das Punktspiel der 10. Oberligarunde am 25. November 1964, Motor Zwickau – SC Karl-Marx-Stadt (1:3), war das letzte Erstligaspiel von Eberhard Franz, das er noch einmal als halblinker Stürmer bestritt. In seinen neun Jahren Oberligafußball, in denen er meist im Schatten seines erfolgreicheren Bruders Reinhard stand, bestritt Franz 90 Spiele in der höchsten DDR-Fußballklasse und erzielte dabei 14 Tore.
Nachdem Franz sich mit 30 Jahren vom Hochleistungssport zurückgezogen hatte, spielte er noch weitere vier Jahre bei der BSG Aktivist Karl Marx Zwickau bzw. nach deren Fusion mit Motor Zwickau zur BSG Sachsenring ab 1968 in deren zweiter Mannschaft.